# Händel-Werke-Verzeichnis
Händel-Werke-Verzeichnis (forkortet HWV) er en fortegnelse over Georg Friedrich Händels værker. Den blev udgivet i tre et halvt bind (på tysk) af Bernd Baselt mellem 1978 og 1986 og lister alle kompositioner, som vides at være skrevet af Händel. Fortegnelsen inkluderer også de første få takter af hvert stykke og store mængder af faktuelle oplysninger inklusive manuskripternes oprindelse, tidligere udgaver, fotografier, uægte værker m.m.
Fortegnelsen er opbygget i temaer og yder et nummereringssystem, der i dag bruges til at specificere Händels værker. Eksempelvis er Händels opera Agrippina nummereret som HWV 6. HWV-numrene, der rangerer fra 1 til 612, giver ikke et billede af den overordnede kronologiske rækkefølge, men opdeler derimod værkerne i kategorier, hvor indenfor der hersker orden i kronologien. Følgende tabel viser inddelingen.
| HWV                             | Kategori                    |
| ------------------------------- | --------------------------- |
| 1–42                            | Operaer                     |
| 43–45, 218                      | Lejlighedsmusik             |
| 46–48, 50–71                    | Oratorier                   |
| 49, 72–76                       | Oder og maskespil           |
| 77–177                          | Kantater                    |
| 178–199                         | Italienske duetter          |
| 200, 201                        | Italienske trioer           |
| 202–210, 269–277, 284–286       | Salmer                      |
| 211–217, 219–227                | Italienske arier            |
| 226, 228                        | Engelske sange              |
| 229                             | Tyske kirkekantater         |
| 230, 233, 234, 244, 245         | Italienske hellige kantater |
| 231, 239, 240, 242              | Motetter                    |
| 232, 236–238                    | Psaltersalmer               |
| 235, 241, 243                   | Antifoner                   |
| 246–268                         | Hymner                      |
| 278–283                         | Lovsange                    |
| 287–311, 343                    | Koncerter                   |
| 312–335                         | Concerti grossi             |
| 336–345, 347–356, 413           | Orkesterværker              |
| 357–379, 406–409, 412, 419–421  | Solosonater                 |
| 380 to 405                      | Triosonater                 |
| 346, 410, 411, 414–418, 422–424 | Værker for blæserensembler  |
| 425–612                         | Værker for klaver           |
| A1–A15                          | Appendikser                 |

Bemærk at der er huller og anormaliteter i HWV-systemet, så ovenstående tabel bør kun bruges som en guide.
Fra HWV-systemet skal ikke udledes, at Händel komponerede præcis 612 værker: Kombinationen af unummererede værker, ikke-tillagte værker, uægte værker, varianter (fx HWV 251 a-d), grupperede værker (fx HWV 229 1-7) og arrangementer (fx HWV 482 1-4) gør det meningsløst at bestemme det eksakte antal værker komponeret af Händel.